# Famille Carabajal
 (novembre 2022).
La famille Carabajal est une famille juive espagnole du XVIe siècle martyrisée pour sa pratique secrète du judaïsme.

## Orthographe
Outre Carabajal, on trouve les formes Carabal, Caraballo, Caravajal, Carbajal et Cavajal. Le nom Carvalho a peut-être la même origine.

## Contexte
Les Juifs d'Espagne et du Portugal sont obligés de se convertir au christianisme à la suite du décret de l'Alhambra, du 31 mars 1492. Les conversos n'étaient de « nouveaux chrétiens » qu'en apparence, ils continuaient à « judaïser » en secret et sont désignés sous le nom méprisant de « marranes ».
Les Carbajal sont une famille juive hispano-portugaise dans ce cas de figure. Luis de Carbajal y de la Cueva (es), dit le Vieux pour le distinguer de son neveu, est un  juif sincèrement devenu chrétien. Né en 1539 à Magodorio au Portugal, il est nommé gouverneur du Nouveau-Léon le 31 mai 1789. Il entreprend de coloniser le Nouveau-Léon, où il fait venir cent soldats et 60 ouvriers mariés avec leurs familles. Un certain nombre sont des conversos échappant aux  persécutions en Espagne, ils sont démographiquement importants dans les années 1590.

## Arrivée au Mexique
Don Luis fait venir avec lui sa sœur Francisca de Carvajal (es) (née au Portugal vers 1540) et son mari Francisco Rodriguez de Matos. Leurs enfants sont Isabel (25 ans, veuve de Gabriel de Herrera), Catalina, Mariana, Leonor, Baltasar, Luis le Jeune, Miguel et Anica (qui sont très jeunes). Leur fils Caspar, homme très pieux et peut-être moine au couvent de Saint-Dominique de Mexico, était arrivé avant eux.
Catalina et Leonor épousent Antonio Diaz de Caceres et Jorge de Almeida, marchands espagnols conversos résidant à Mexico, et intéressés par la mine d'argent de Taxco.

## Martyre
La famille Carabajal émigre ensuite à Mexico, où elle mène une vie publique chrétienne. Soupçonnée par l'Inquisition, Isabel est torturée et dénonce toute sa famille qui est emprisonnée. Baltasar est le seul à réussir à s'enfuir à Taxco, et il est condamné à mort par contumace.

## Pour approfondir